# Gīleh Sarā
Gīleh Sarā (persiska: گیله سرا) är en ort i Iran.   Den ligger i provinsen Gilan, i den nordvästra delen av landet, 280 km nordväst om huvudstaden Teheran. Gīleh Sarā ligger 44 meter över havet och antalet invånare är 683.
Terrängen runt Gīleh Sarā är kuperad åt sydväst, men åt nordost är den platt.Runt Gīleh Sarā är det ganska tätbefolkat, med 134 invånare per kvadratkilometer. Närmaste större samhälle är Māsāl, 2,7 km söder om Gīleh Sarā. Trakten runt Gīleh Sarā består till största delen av jordbruksmark.